# John Fane (11e comte de Westmorland)
John Fane, 11e comte de Westmorland (2 février 1784 - 16 octobre 1859), appelé Lord Burghersh jusqu'en 1841, est un général britannique, un homme politique, un diplomate et un musicien.

## Biographie
Il est né à Sackville Street, Piccadilly, Londres, fils de John Fane (10e comte de Westmorland) et de son épouse Sarah Child, fille et héritière du riche banquier Robert Child, constructeur de Osterley Park. Sa sœur est la salonnière Sarah Fane (en) comtesse de Jersey et son oncle est William Lowther (1er comte de Lonsdale), un magnat conservateur du nord de l'Angleterre. Il fait ses études à la Cheam School puis à Harrow de 1797 à 1799 et est admis au Trinity College de Cambridge le 28 janvier 1802 et obtient une maîtrise en 1808.
Il succède à son père au comté en 1841.

## Carrière militaire
Le 9 mai 1803, il est nommé sous-lieutenant du Northamptonshire. Après l'échec de la paix d'Amiens, il est nommé lieutenant dans la milice du Northamptonshire le 30 juin 1803. Il entre dans l'armée régulière le 24 décembre 1803, comme enseigne au 11th Foot. Le 5 janvier 1804, il est transféré au Royal Fusiliers comme lieutenant et le 3 mai 1805, il est transféré au Royal Welch Fusiliers en tant que capitaine. Il a changé le 1er novembre pour les 3e Dragons Guards et sert d’aide de camp à Sir George Don lorsque ce dernier dirige des renforts à Hanovre.
Dès 1802, son oncle, Lord Lonsdale, envisage de le placer au Parlement, dans la circonscription de Cockermouth, qu'il contrôle, lorsque ce dernier est devenu majeur. En fait, son oncle Thomas démissionne et Burghersh est élu dans la circonscription Fane de Lyme Regis à l'élection partielle qui a suivi, le 16 mars 1806. Trois jours plus tard, il rejoint le club de Brooks, traditionnellement fréquenté par les Whigs et plus particulièrement par les Foxites, mais vote le 30 avril 1806 avec l'administration Pitt (son père étant Lord du sceau privé) contre l'abrogation de l'Additional Forces Act. Peu de temps après, il est envoyé à l'étranger comme Adjudant-général des forces en Sicile et en Égypte de 1806 à 1807. Il fait partie de la flotte de l'amiral Duckworth lors de l'opération Dardanelles, puis participa à l'expédition d'Alexandrie en 1807.
Il est partisan du deuxième ministère de Portland, dans lequel son père est à nouveau Lord du sceau privé, mais sans activité particulière au Parlement. Il participe une fois au débat sur le prix du blé le 3 juin 1808. Il rejoint l'armée portugaise dirigée par Arthur Wellesley de Wellington cette année-là et combat à Roliça et à Vimiero en août.
Le 6 mai 1809, il est nommé commandant du 2nd West India Regiment à la place de Thomas McMahon, envoyé à l'état-major de Lord Beresford au Portugal et lieutenant-colonel le 9 mai, lorsqu'il est lui-même envoyé au Portugal. Cette promotion extrêmement rapide, au-dessus de la tête de nombreux officiers supérieurs, attire l’attention de William Shipley , membre de Flint et récemment retraité en tant que lieutenant-colonel. Il dénonce la promotion de Burghersh devant la Chambre des communes. Lord Westmorland est obligé de demander au roi de ne pas signer les nominations de Burghersh, qui sont par conséquent annulées. En juillet, il est activement engagé dans la bataille de Talavera. Peu après, il répond à une lettre de son père sur sa promotion avortée en mai, lui disant que « l'armée est un métier que j'aime le plus sincèrement », tout en exprimant sa frustration de ne pas occuper une situation plus à la hauteur de son éducation et de ses qualités. Il sert avec les 3e Dragons Guards lors de leur campagne au Portugal en 1810.
Le 16 février 1811, il achète la majorité du 83rd Foot puis est transféré à la demi-solde du 91st Foot le 21 mars. Le 10 décembre 1811, il revient au 7th Foot et achète plus tard un poste de lieutenant-colonel au 63rd Foot. Le 4 juin 1814, il est nommé aide de camp supplémentaire du prince régent et promu colonel dans l'armée. Il est un aide de camp supplémentaire du duc de Wellington (oncle de sa femme) et combat à Talavera et à Busaco pendant la Guerre d'indépendance espagnole.
Le 4 juin 1815, il est nommé chevalier de l'Ordre du Bain. Il est promu major général le 27 mai 1825. Fait commandeur de l'Ordre du Bain le 25 février 1838, il est promu lieutenant général le 28 juin 1838 et général en 1854 et nommé colonel du 56e régiment à pied (West Essex) en 1842.

## Carrière politique et diplomatique
Il siège comme député de Lyme Regis entre 1806 et 1816. Il est ministre en Toscane entre 1814 et 1830, envoyé extraordinaire et ministre plénipotentiaire en Prusse entre 1841 et 1851 et ambassadeur auprès de l'empire d'Autriche entre 1851 et 1855.
Au cours des Mouvements insurrectionnels de 1820-1821 le gouvernement autrichien l'accuse de soutenir activement la révolution à Naples et son propre gouvernement lui demande de faire preuve de plus de discrétion. Il défend sa conduite en affirmant que, s'il n'est « pas jacobin » et n'a aucune sympathie pour les révolutionnaires, mais il craint que les Autrichiens répriment la révolution avec une brutalité telle que de nouveaux troubles politiques soient inévitables.
Il est nommé compagnon de l'ordre du Bain en 1815, chevalier grande croix de l'ordre royal des Guelfes (KCH) en 1817, chevalier commandant de l'ordre du bain (KCB) en 1838 et chevalier grande croix du Ordre du Bain (GCB) en 1846 et membre du Conseil privé en 1822.

## Musicien
Il est également fondateur de la Royal Academy of Music. C'est un grand mélomane passionné par l'étude de la musique, un bon violoniste et un compositeur prolifique.

## Famille
Il épouse le 26 juin 1811 Priscilla Anne Pole-Wellesley, fille de l'honorable William Wellesley-Pole (3e comte de Mornington) et Katherine Elizabeth Forbes. Ils ont six enfants:
- Lady Rose Sophia Mary Fane (décédée le 4 février 1921), épousa Henry Weigall et est la mère de Gerry Weigall (en) et Archibald Weigall (en)
- John Arthur Fane (12 février 1816 - 29 août 1816)
- George Augustus Frederick John Fane, Lord Burghersh (18 juin 1819 - 29 avril 1848)
- Ernest Fitzroy Neville Fane, Lord Burghersh (7 janvier 1824 - 22 juin 1851)
- Francis Fane (12e comte de Westmorland) (1825-1891)
- Julian Fane (diplomate) (10 octobre 1827 - 19 avril 1870)

Il meurt en octobre 1859, à l'âge de 75 ans, et est remplacé au comté par son quatrième fils, Francis. Le cinquième et dernier fils, Julian Fane, est un poète et un diplomate. La comtesse de Westmorland décède en février 1879.